# 진선미 (영화 배우)
진선미(1978년 1월 5일 ~ )는 대한민국의 영화 배우이다. 2000년대 초반에 방은교와 함께 2인조 여성 코미디언 그룹인 갈매기 자매를 결성하여 활동했다.

## 출연작

### 영화
- 《감쪽같은 그녀》 (2019년) - 우람 모 역
- 《좋아해줘》 (2016년) - 주란 친구 역
- 《극비수사》 (2015년) - 김중산 아내 역
- 《악의 연대기》 (2015년) - 동네주민여 역
- 《국제시장》 (2014년) - 윤기주 처 역
- 《우아한 거짓말》 (2014년) - 국수집 주인 역
- 《소원》 (2013년) - 수 간호사 역
- 《박수건달》 (2013년) - 때리는 부인 역
- 《수상한 고객들》 (2011년) - 동사무소 여직원 역
- 《그녀들의 방》 (2009년) - 싸우는 원생 역
- 《방울토마토》 (2008년) - 금고 여직원 1 역
- 《돌려차기》 (2004년) - 남주 역
- 《나비》 (2003년) - 가정부 역

### 방송
- 《개그콘서트》 (KBS)
- 《향단전》 (MBC)
- 《란제리》 (코미디TV)
- 《온더로드》 (KMTV)
- 《차차차》 (U1미디어)

### 뮤직비디오
- 거북이 - Let's 북이